# Baeomorpha ovatata
Baeomorpha ovatata is een vliesvleugelig insect uit de familie Tetracampidae. De wetenschappelijke naam is voor het eerst geldig gepubliceerd in 1975 door Yoshimoto.